# Grace Daley
Grace Elizabeth Daley (Miami, 26 giugno 1978) è un'ex cestista statunitense, professionista nella WNBA.

## Carriera
È stata selezionata dalle Minnesota Lynx al primo giro del Draft WNBA 2000 (5ª scelta assoluta).